# Eva Simonet
Pour les articles homonymes, voir Simonet.
Eva Simonet est une actrice et attachée de presse française née le 24 août 1938 dans le 10e arrondissement de Paris et morte le 27 décembre 2020 à Corseul.

## Biographie
Issu du milieu du théâtre, elle est la fille de la comédienne Marie Perrin et d'Alexandre Simonet, régisseur à la Comédie-Française puis souffleur au TNP de Jean Vilar. Elle est la nièce de l'acteur Antoine Balpêtré (1898-1963), la sœur de l'acteur et producteur Jacques Perrin (1941-2022), et la mère du réalisateur Christophe Barratier (né en 1963).
Elle a été comédienne au cours des années 1970-1980, puis attachée de presse.
Enfant, elle avait figuré au générique des Trois Télégrammes (1950) de Henri Decoin et de Tapage nocturne (1951) de Marc-Gilbert Sauvajon.

## Filmographie
- 1970 : L'Étrangleur de Paul Vecchiali : Anna Carré
- 1971 : Laisse aller... c'est une valse ! de Georges Lautner
- 1973 : La Grande Bouffe de Marco Ferreri : la secrétaire
- 1974 : La Virée superbe de Gérard Vergez
- 1975 : Section spéciale de Costa-Gavras : Marguerite-Marie, la fille et secrétaire du garde des Sceaux
- 1977 : Colloque de chiens de Raúl Ruiz : Henri
- 1983 : En haut des marches de Paul Vecchiali : Gilberte
- 1983 : La Java des ombres de Romain Goupil : Hélène
- 1987 : Kung-Fu Master d'Agnès Varda